# Vuelo 2553 de Austral Líneas Aéreas
El vuelo 2553 de Austral Líneas Aéreas sufrió un accidente el 10 de octubre de 1997 en el que murieron 74 personas, sin sobrevivientes. Fue realizado por el avión McDonnell Douglas DC-9-32, con la matrícula argentina LV-WEG. Es el mayor accidente aéreo de la historia aeronáutica argentina.
Austral Líneas Aéreas había sido gestionada hasta 1995 por la aerolínea española Iberia, y era gestionada de manera directa en ese momento por el Instituto Nacional de Industria (INI) de España. Se trata del mayor desastre aéreo sucedido en territorio del Uruguay y a su vez el peor accidente aéreo de una aeronave de Argentina por encima del vuelo 3142 de LAPA ocurrido 2 años después.
El accidente fue técnicamente investigado por la Comisión Investigadora de Accidentes Aéreos (Ciada) del Uruguay y penalmente por la justicia argentina. La Ciada finalizó su informe en 1999, concluyendo que el accidente se produjo como consecuencia directa de la decisión de copiloto de extender los slats a excesiva velocidad y altura, lo que produjo su rotura y la pérdida de control de la nave. El informe sostiene también que el error de la tripulación fue inducido por el congelamiento de los tubos de Pitot (sensor de velocidad) y la inexistencia en el avión de la alarma recomendada para alertar sobre esa situación, así como la falta de entrenamiento adecuado de los pilotos, que llevaron a estos a cometer un error sobre la velocidad de la nave. La justicia argentina en 2017 aún no había iniciado el juicio contra las 27 personas procesadas, funcionarios de la empresa, el gobierno nacional y la Fuerza Aérea, corriendo el riesgo de que la causa prescriba por la demora, que podría impedir la condena de los eventuales responsables, al igual que sucedió en el accidente del vuelo 3142 de LAPA, sucedido dos años después.
La tripulación del vuelo estaba integrada por Jorge Cécere (comandante), Horacio Núñez (copiloto), Susana Trotta (comisaria de a bordo), Bibiana Rumachella (primera auxiliar) y Fernando Álvarez (segundo auxiliar).

## La aerolínea
Austral Líneas Aéreas era en ese momento una aerolínea del Estado español, bajo la dirección del Instituto Nacional de Industria (INI) de España, que en diciembre de 1995 se había quedado con su gestión directa luego de la privatización de Iberia, a la que perteneció hasta esa fecha.
Austral había sido privatizada en 1987 por el gobierno de Raúl Alfonsín y comprada por la empresa Cielos del Sur S.A., perteneciente al grupo liderado por Enrique Pescarmona, empresario metalúrgico argentino dueño de IMPSA (Industrias Metalúrgicas Pescarmona Sociedad Anónima). Iberia y Austral formaron un pool para comprar la empresa estatal Aerolíneas Argentinas que el gobierno de Carlos Menem había decidido privatizar, pocos meses después de asumir y casi sin estudios previos. La entrega de la empresa al grupo español se efectivizó el 20 de noviembre de 1990, mediante lo que el diario La Nación calificó como "un extraño enroque financiero", en el que intervino personalmente el presidente español Felipe González y en el que Iberia aportó el 75%.
Iberia había planeado una estrategia de crecimiento, para enfrentar la liberalización de los mercados aéreos en la Unión Europea, prevista para 1994. Para ello buscó expandirse en el mercado latinoamericano comprando Aerolíneas Argentinas, la venezolana Viasa y el 35% de la chilena Ladeco. El resultado de esta estrategia, que buscaba dotar de activos a Iberia frente a un movimiento de fusiones entre las líneas de bandera europea.
Inmediatamente después de la compra, Iberia decidió asumir directamente la gestión de Aerolíneas Argentinas desde España y fusionarla con Austral, mientras que Pescarmona, vendió sus acciones y se retiró de la sociedad. La privatización sería judicialmente denunciada como un acto de corrupción. Aunque fusionadas bajo la propiedad y el gerenciamiento de Iberia, Austral y Aerolíneas Argentinas mantuvieron una autonomía operativa por la cual preservaron por separado a sus tripulaciones y equipos operacionales, así como los nombres comerciales, los colores y logos que las identificaban.
La gestión de Iberia en Aerolíneas Argentinas-Austral tuvo las características de un vaciamiento. La empresa vendió todos sus aviones por un monto equivalente a más del doble de lo que había pagado en efectivo por la aerolínea y traspasó los simuladores de vuelo de Aerolíneas, que eran los más avanzados de América Latina, a las bases de Iberia en Miami y Madrid. En 1994 Iberia entró técnicamente en situación de quiebra y el gobierno español inició un proceso de privatización de la misma, que incluyó el desprendimiento de Aerolíneas Argentinas-Austral, que en diciembre de 1995 pasaron a ser gerenciadas directamente por el Instituto Nacional de Industria (INI) de España. Para entonces Aerolíneas Argentinas-Austral estaba al borde de la quiebra técnica. En 1997 el propio presidente de Iberia, Xabier de Irala, definió la situación de la aerolínea del siguiente modo:

La administración de Iberia en Aerolíneas Argentinas ha sido desastrosa.
Xabier de Irala, presidente de Iberia

## El avión

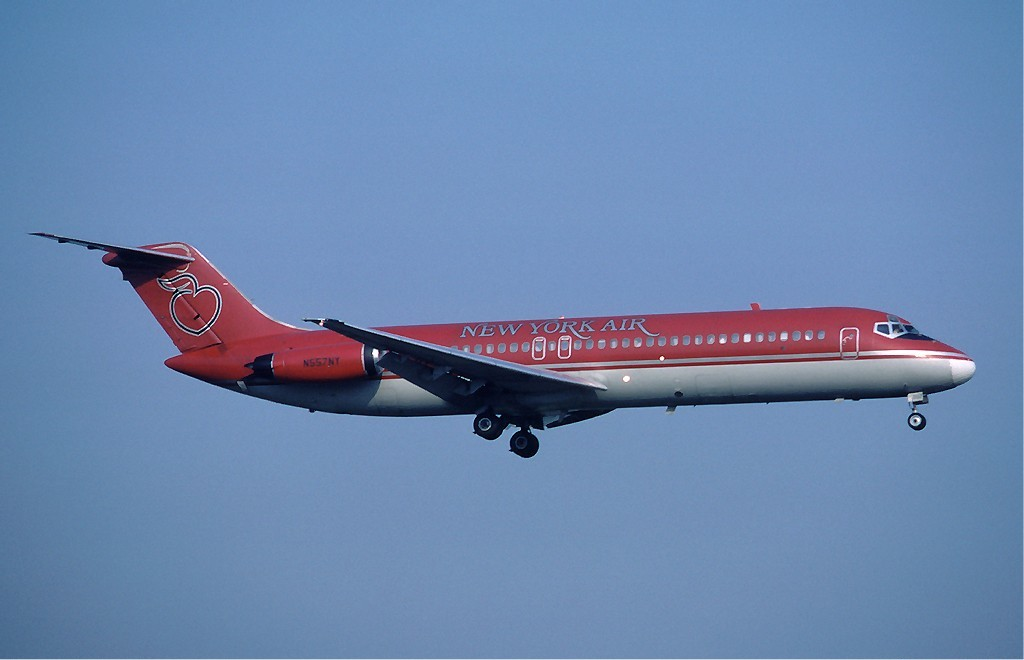
DC-9-32 de la compañía New York Air.

La nave accidentada era un jet McDonnell Douglas modelo DC-9-32, registrada bajo el número de serie 47446, comprado por la empresa española Iberia y asignado a Austral en 1993, que la matriculó como LV-WEG.
En ese momento la flota de Austral, integrada por aviones BAC 1-11 construidos entre 1968 y 1970, estaba al borde de su vida útil. Pero Iberia no quería invertir en la empresa y decidió reemplazarlos por sus propios Douglas DC-9/30 que estaba dando de baja en Europa. Los aviones tenían la misma edad que los BAC 111, pero para la empresa española fue un buen negocio, porque la transferencia se formalizó como una operación de compra por parte de Austral, razón por la cual Iberia lo anotó como ingreso de fondos frescos. En total Austral adquirió veintidós aviones, entre ellos ocho modelos DC-9-32, entre los que se encontraba la nave accidentada.
El modelo DC-9 había sido diseñado a fines de la década de 1960, para distancias cortas, en un momento que la empresa Douglas se encontraba asfixiada por desequilibrios de caja que la obligaron a fusionarse en 1967 con McDonnell Aircraft Corporation, que terminó absorbiéndola para formar McDonnell Douglas.
La certificación de la nave en Argentina se realizó en 1993 mediante un proceso irregular. El gobierno del presidente Raúl Alfonsín (Decreto 1496/87) había establecido que en Argentina se utilizarían los mismos requisitos de certificación que en Estados Unidos (FAR-25), pero por entonces España utilizaba otros estándares de seguridad. Entre los requisitos que resultaban obligatorios para las leyes de Estados Unidos y Argentina se encontraba la alarma de calefacción de los tubos Pitot, cuyo mal funcionamiento desencadenó el accidente. Pese a ello, la Dirección Nacional Aeronáutica habilitó la nave, sosteniendo que dicha alarma no era obligatoria en España, de donde provenía el avión. La irregularidad del trámite fue destacada por el juez de la causa, señalando que en la tramitación previa a la emisión del certificado, los expertos de la DNA habían indicado que el avión no debía ser habilitado debido a que no cumplía con los requisitos de las FAR-25, pero que las autoridades de la DNA modificaron el dictamen con el fin de eliminar las objeciones.

## El accidente

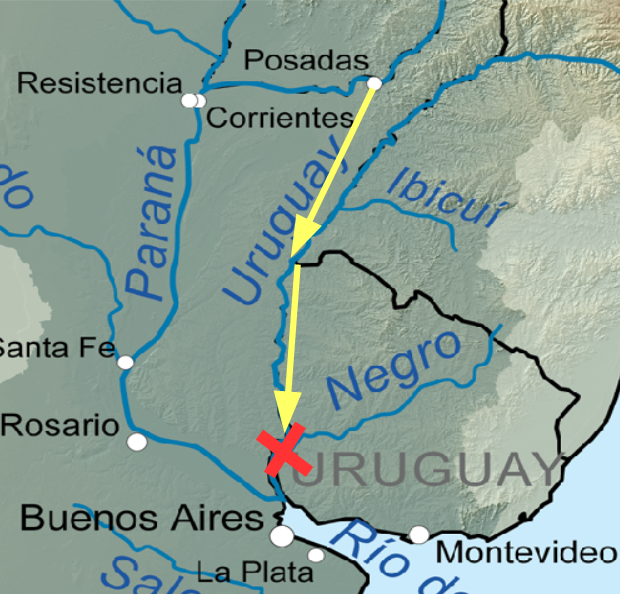
Ruta del vuelo 2553.

El 10 de octubre de 1997, el comandante Jorge Cécere y el primer oficial Horacio Núñez, tripulaban el avión DC-9-32, matrícula LV-WEG, en el vuelo 2553 de Austral que se dirigía de Posadas (Provincia de Misiones) a Buenos Aires. La nave había despegado de Posadas a las 21:18 horas en dirección sur-suroeste, cerca del curso del Río Uruguay, frontera con la República Oriental del Uruguay. El despachante del vuelo fue Héctor Delguste, excedido en la jornada obligatoria de trabajo, quien no había inspeccionado la nave desde hacía 22 meses, superando el lapso máximo de 12 meses establecido por la ley. Según el plan de vuelo establecido, el único VOR (radioayuda para la navegación) con que la nave podía contar, era el instalado en Gualeguaychú, que se encontraba fuera de servicio desde cinco días atrás, hecho que no se les informó a los pilotos.
Promediando el vuelo la nave se encontró con una tormenta de la que los pilotos tampoco habían sido informados, pese a que existía información disponible sobre la misma; de hecho el vuelo de Aerolíneas Argentinas que coincidió en ruta y horario, había diseñado un plan de vuelo sobre territorio uruguayo, que evitaba atravesar la tormenta.
A las 22:04 (hora uruguaya), al acercarse a Gualeguaychú, a poco más de doscientos kilómetros de su destino, y empezar el descenso hacia Buenos Aires, el comandante advierte en los controles que la velocidad de la nave había disminuido por debajo de lo recomendable. Para compensar la pérdida de velocidad, el piloto aumentó la potencia de los motores, pero el velocímetro continuó indicando que la velocidad seguía disminuyendo, habiendo caído a 245 nudos. El avión comenzó a caer aceleradamente y pese a que el piloto seguía aumentando la potencia, los controles indicaban que la velocidad seguía disminuyendo y llegaba a 219 nudos. Luego de varios minutos de intentos, el copiloto extendió los slats, intentando desesperadamente ganar sustentación, pero la presión del aire arrancó uno de los slats del ala derecha, haciendo que la tripulación perdiera todo control sobre la nave, que terminó estrellándose pocos segundos después.
El avión cayó a las 22:10 (hora local) en una zona rural cerca de la localidad uruguaya de Nuevo Berlín, causando la muerte de sus 74 ocupantes.

## Las causas
Los hechos fueron investigados principalmente por la Comisión Investigadora de Accidentes de Aviación (Ciada), dependiente de la Dirección General de Aviación Civil de la República Oriental del Uruguay y la justicia federal argentina. La función de la Ciada era realizar la investigación técnica que ordena la Organización de Aviación Civil Internacional (OACI), en tanto que la función de la justicia argentina era investigar las responsabilidades y condenar a los culpables, si los hubiere. La Ciada presentó su informe final en 1999, mientras que la justicia argentina, en 2017, a veinte años de producido el accidente, aún no había iniciado el juicio contra las 27 personas (empresarios, funcionarios y militares) acusadas como responsables del accidente.
Otras investigaciones complementarias fueron realizadas por la Junta de Investigación de Accidentes de Aviación Civil (JIAAC) dependiente de la Fuerza Aérea Argentina y especialistas de la empresa Boeing.

### Investigación de la Ciada

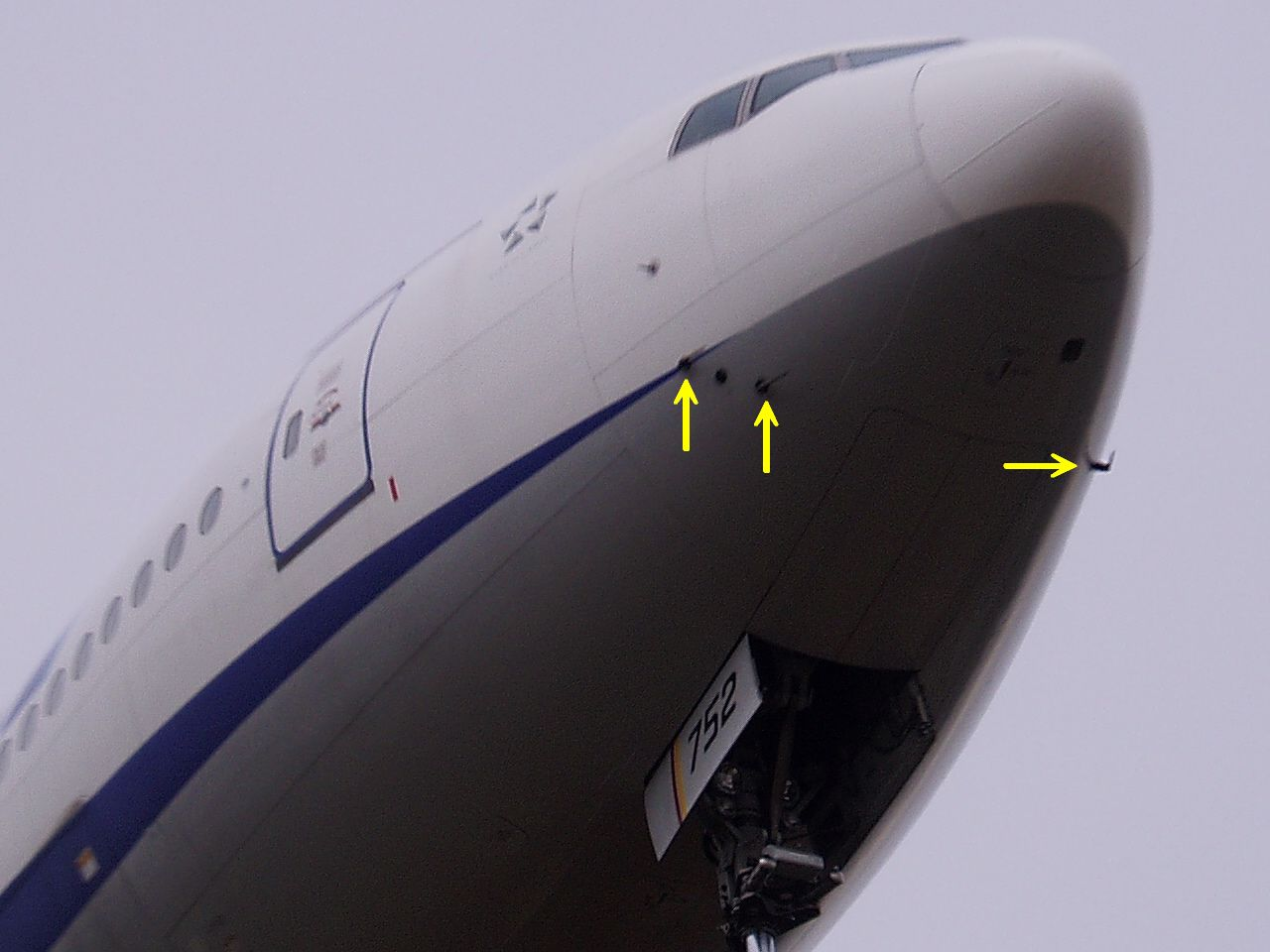
Tubos pitot en un Boeing 777.

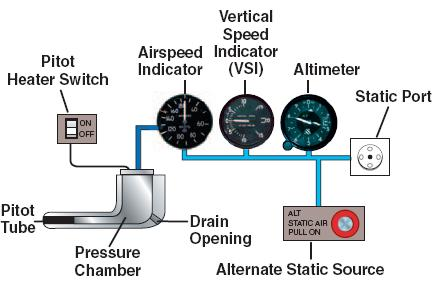
Sistema pitot-estática.

El informe de la Ciada concluyó que la causa probable inmediata del accidente fue la extensión de los slats realizada por el copiloto, a una altitud y a una velocidad incompatible con su integridad estructural, lo que provocó su ruptura y la pérdida de control definitivo de la nave. La decisión de extender los slats fue inducida por las indicaciones erróneas sobre velocidad del instrumental de la nave, provocadas "por la obstrucción de los tubos pitot debido a congelamiento atmosférico". Los tubos de Pitot son los sensores que inician el sistema pitot-estática, para establecer la velocidad de una aeronave con relación al aire, la altitud y la variación de altitud. Estos tres instrumentos constituyen el instrumental básico de pilotaje. Al congelarse indican una velocidad menor a la real, induciendo eventualmente a error a la tripulación. 
Más allá de la causa técnica inmediata, la Comisión se refirió también a las "causas endémicas" que causaron el accidente. Por sí mismo, el congelamiento de los tubos de Pitot no podía en 1997 causar un accidente de avión, porque el contratiempo era conocido desde hacía dos décadas, desde que se descubrió que fueron la causa del accidente del vuelo 6231 de Northwest Orient Airlines en 1974. Desde entonces se habían establecido las medidas necesarias para resolverlo sin mayores contratiempos. Las dos medidas fundamentales eran la instalación de una alarma que le indicara el problema a la tripulación (Pitot Stall/Heater Off) y un adiestramiento especial para resolver la situación, consistente principalmente en mantener la velocidad y disminuir la altura de modo que los dispositivos se descongelen. Pero en el caso del vuelo 2553 no se habían cumplido ninguna de las dos medidas de prevención: la alarma no había sido instalada en el avión y los cursos de adiestramiento no se habían impartido.
La Ciada señaló también las "causas endémicas" las insuficiencias en el despacho del vuelo, la falta de información a los pilotos de las condiciones climáticas, la planificación de una ruta de vuelo afectada por condiciones meteorológicas adversas, falta de ayudas a la navegación para los pilotos debido a que el VOR de Gualeguaychú estaba fuera de servicio, insuficiencias en los avisos Sigmet, referidos a información meteorológica significativa, el ingreso al espacio aéreo uruguayo inadvertido por los pilotos sin comunicarse con la FIR (del inglés Flight Information Region) Montevideo, la decisión del copiloto de extender los slats sin consulta previa con el comandante, la falta de indicaciones en los manuales del avión sobre los límites de uso de los slats, entre otras.

### Investigación penal
La investigación realizada por la justicia penal de Argentina se extendió durante casi una década, procesando a 28 personas como eventuales responsables del accidente. Pasaría otra década para que esas 27 personas fueran formalmente acusadas para ser sometidas a juicio oral. En 2017 el juicio aún no había comenzado, corriéndose el riesgo de que la demora judicial cause la prescripción (vencimiento de la acción penal por el paso del tiempo), con la consiguiente impunidad de los eventuales culpables.
En 2003 el juez federal Jorge Ballestero cerró la causa sin acusados. Pero la Cámara de Apelaciones revocó esa decisión y ordenó profundizar la investigación. En 2006 el mismo juez procesó a 27 personas como sospechosas del delito de estrago doloso.
El juez Ballesteros consideró que la empresa, la Dirección Nacional Aeronáutica, el Comando de Regiones Aéreas y otras áreas del Estado y la Fuerza Aérea Argentina, habían intencionalmente omitido cumplir normas referidas a la seguridad aeronáutica, de modo tal que causaron o contribuyeron a causar el accidente. En su sentencia de procesamiento el juez se refiere a la responsabilidad de la empresa Austral en estos términos:

La falla trasunta, en este caso, mucho más allá del cansancio de un despachante o de su apresuramiento, que bien podríamos llamar negligencia al actuar. Se trata, como advierte la CIADA de una falencia endémica, sistemática, enquistada en el seno de la operatoria de una empresa que incumple con sus principales funciones y permite que acciones de alto riesgo, como lo es la aeronavegación, se desarrollen de manera descontrolada.
Juez Jorge Ballesteros,
 Sentencia de procesamiento

Los procesados que fueron directivos de Austral son Manuel Ángel Morán, Mario Sruber, Walter Antonio Hayas, Mario Daniel Cardoni, Fernando José Francisco Mayorga, Ángel Rafael Sanchis Herrero y Francisco Javier Monzón. También los gerentes Javier Losa de la Cruz, Jorge Belarmino Fernández y Ricardo Embón, Enrique Ventura de Anchorena, Norberto Nieves y Pablo Chini, y el instructor de vuelo Andrés Arribillaga. Los procesados pertenecientes a la Fuerza Aérea fueron el director de la Dirección Nacional Aeronáutica, brigadier Juan Manuel Baigorria; el ingeniero Demetrio Díaz, exdirector de Coordinación Técnica; el director de Certificación Aeronáutica, Danilo Wenk, y el de Ingeniería de esa repartición, Hugo Adib. Por su accionar en el Comando de Regiones Aéreas fueron procesados el comodoro Carlos Horacio González y los miembros de la CALFAC (Comisión Asesora de Licencias de Funciones Aeronáuticas Civiles) Guillermo Destefanis, José Garrido, Juan Fortuny y Héctor Gerling. También resultaron procesados Carlos Carmenini, jefe de la División Transporte Aéreo Regular; Norberto Sotelo Ossa, director de Aviación de Transporte; Edgardo Sánchez Ara, jefe del Área de Control de los Sistemas y Equipos de las aeronaves; y Miguel Gaitán, jefe de la División Producción. Una de las principales responsabilidades se las adjudica el magistrado al despachante del vuelo, Héctor Delguste, quien, al momento del accidente, hacía dos años que no realizaba cursos vinculados con el tipo de avión siniestrado, y no informó al piloto sobre el mal clima.
El mecánico Oscar Bazzani (técnico aeronáutico que revisó el avión previo al despegue) escribió un libro titulado "Austral 2553, Una Tragedia Anunciada". En dicho libro Bazzani asegura, al igual que el cineasta expiloto Enrique Piñeyro, que el DC 9 estaba mal habilitado por negligencia  de la empresa y la autoridad aeronáutica, que en ese entonces estaba en poder de la Fuerza Aérea Argentina. "Desde 1978, por un accidente similar de un Boeing en los Estados Unidos, todos los aviones deben tener una luz que indica si el calefactor del pitot anda o no. Si esa luz hubiera existido, el comandante Césere, que ese día había volado a Posadas dos veces en el mismo avión sin problemas, hubiera advertido que los controles de velocidad lo estaban engañando." afirma Bazzani, quien perdió su empleo y atravesó una gran crisis en su vida debido al accidente.